# Série 51 SNCB
La série 51, à l'origine type 200, est un type de locomotive diesel de la Société nationale des chemins de fer belges (SNCB) formant avec la série 55 également construite au début des années 1960 la seconde génération de la SNCB.

## Histoire

### Origines de la série
Ces motrices font partie de la seconde vague de diéselisation en Belgique. La première était constituée d'une part de motrices sous licence General Motors : les séries 52/53/54, et d'autre part de motrices construites par Cockerill autour d'un moteur fabriqué par la Baldwin Locomotive Works, un autre spécialiste américain de la traction diesel : la série 59. La série 51 dérive de cette dernière, avec une puissance de traction augmentée d'une dizaine de pourcents (1 435 kW contre 1 275 kW pour la série 59) et une charge à l'essieu plus raisonnable (19,5 t contre 21,8 t pour la série 59) pour les lignes plus faiblement armées (et surtout les raccordements industriels utilisant des rails de 40 kg/m) grâce à une configuration à 6 axes de roues au lieu de 4.
À l'origine, ces motrices ont été commandées à 53 exemplaires, suivis rapidement d'une seconde commande de 40 unités (un peu plus légères). L'ensemble sera produit à une cadence élevée : une machine sortait des usines liégeoises chaque semaine.

### Services
Bien qu'il s'agissait des locomotives diesel les plus puissantes de la SNCB, elles ne furent pas affectées aux lignes ardennaises, déjà desservies par les séries 52/53. On en attribua à la plupart des dépôts où la traction de trains de marchandise lourds devait être reprise aux locomotives à vapeur : Monceau-sur-Sambre (Charleroi), Kinkempois (Liège), Anvers-Dam ou encore Schaerbeek (Bruxelles).
Initialement, elles assurèrent tous les services, des trains de marchandises lourds de la sidérurgie wallonne jusqu'aux Trans-Europ-Express à destination des Pays-Bas, mais elles devinrent rapidement incontournables sur le trafic fret, de sorte que l'on finit par démonter leur chaudières pour la chauffe des trains de voyageurs (au moyen de vapeur d'eau).
À la fin du XXe siècle, l'électrification et la concentration industrielle avaient limité leur rayon d'action aux abords du port d'Anvers et à la Campine.
Bien que très fiables, elles furent progressivement retirées du service au début du XXIe siècle et remplacées par la série 77, moins gourmandes en carburant et plus flexibles à l'usage. 
En 2003, les derniers exemplaires furent garés et mis en vente. Au fil des ans, plusieurs opérateurs de travaux (Esposito, Visali et Ventura en Italie (2005-2007), Colas Rail/Seco-DG en Algérie (2007-2009)...) en ont acquis une quinzaine d'exemplaires.
Sous l'impulsion de la société de reconditionnement Rail & Traction, plusieurs exemplaires sont également acquis par des raccordés pour les manœuvres lourdes (cimenterie d'Obourg...). Mi-2009, il subsiste une dizaine de machines en parc, disponibles pour acquisition.
Enfin, les principales associations de conservation du patrimoine en ont également conservé (PFT : 5117, 5128, 5149 et 5183 et CFV3V : 5120) ainsi que la SNCB elle-même, via son service patrimoine (5166 - en état de marche - et 5142, réservée pour le musée Train World).

### La 5101
On peut souligner que la 5101 a été — entre 1972 et 1981 — utilisée comme prototype avec le matricule 5001. La transformation consistait à l'équiper de moteurs de traction et d'un moteur diesel beaucoup plus puissant (4000 CV) et d'un système d'alimentation électrique des voitures voyageurs qui lui valut d'être repeinte dans une livrée à dominante bleue qui sera ensuite popularisée par les quelques locomotives de la série 55 qui présentaient la même caractéristique. 
Si le moteur diesel donna satisfaction, les moteurs électriques présentaient une fiabilité déplorable, la motrice passant plus de temps en réparation qu'en service. Elle fut remise au type et réimmatriculée 5101 en 1982. 
En 2008, cette machine sera avec la 5146 l'une des deux motrices remise en état afin de circuler pour Seco Rail en Algérie 

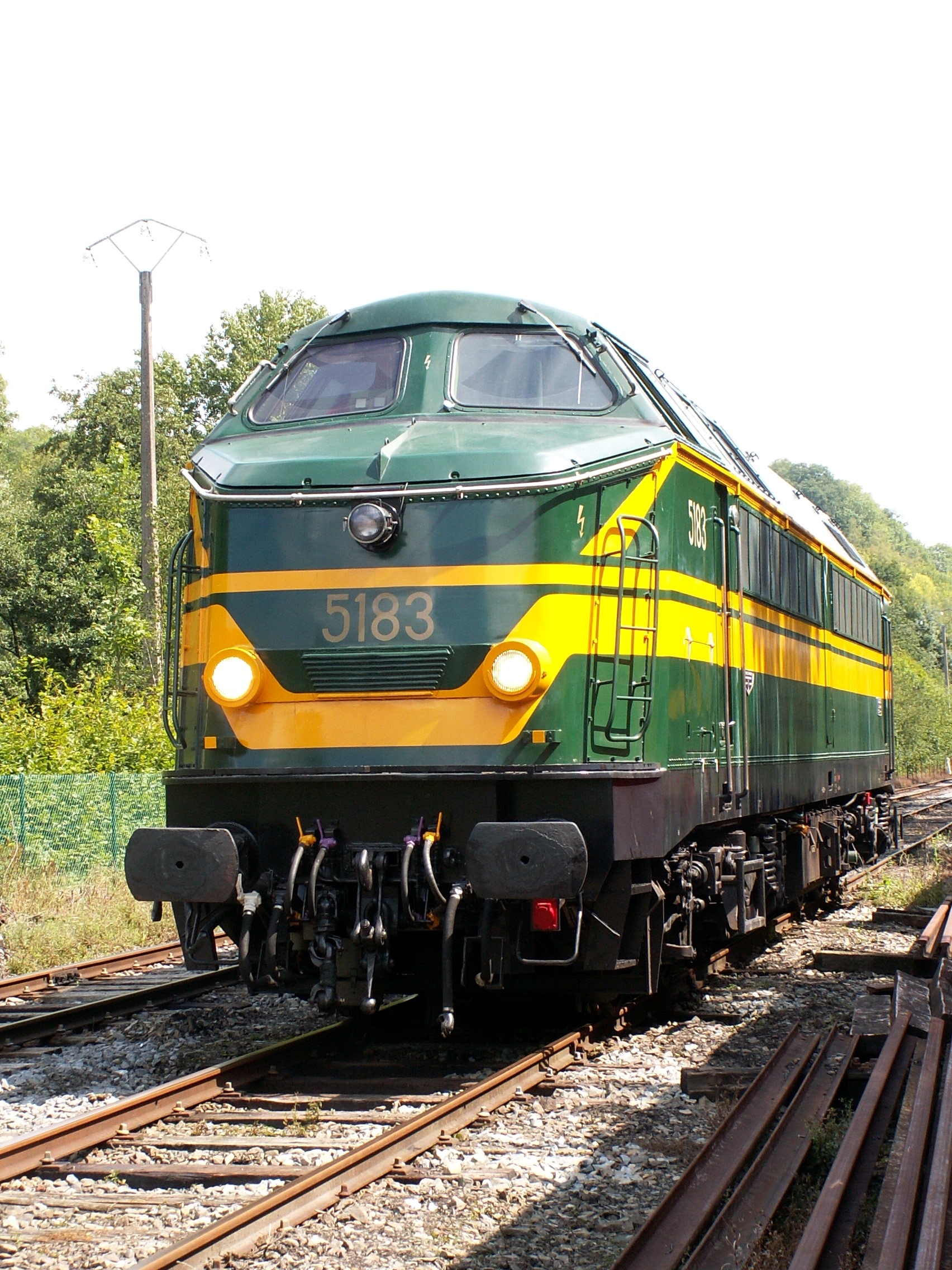
La 5183 préservée par le PFT dans son état de 1970.
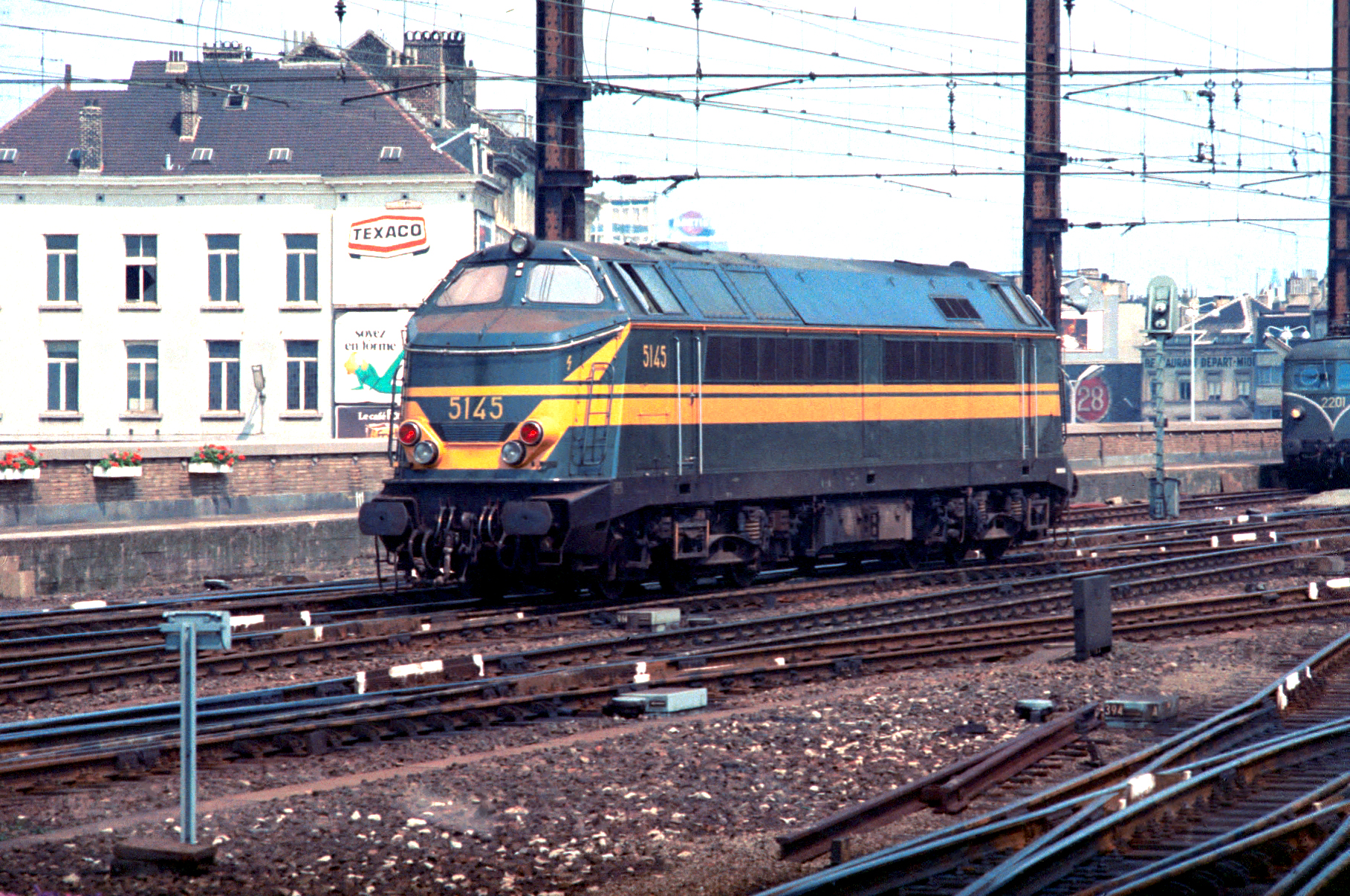
La 5145.
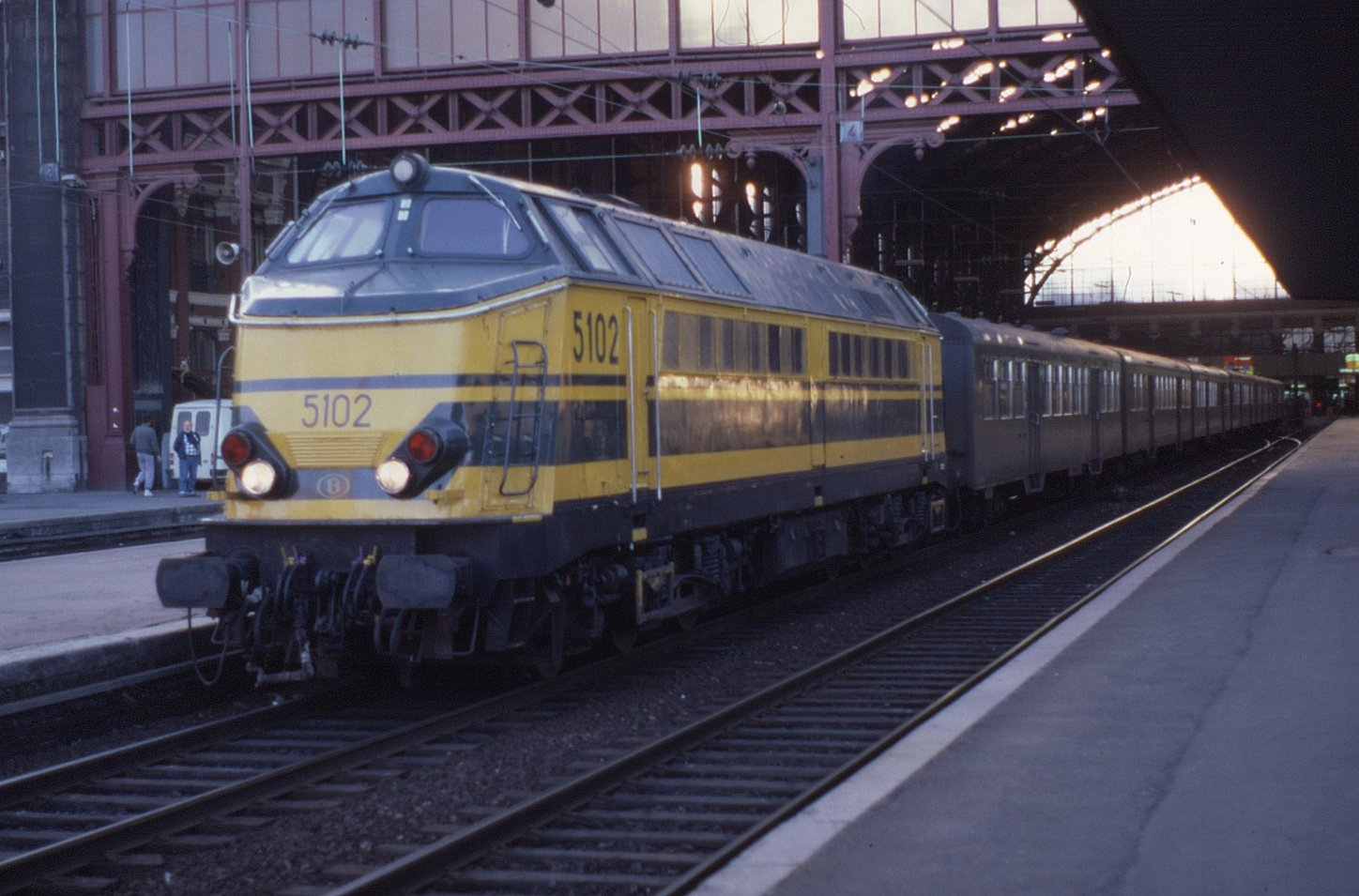
La 5102 à Lille en 1987.
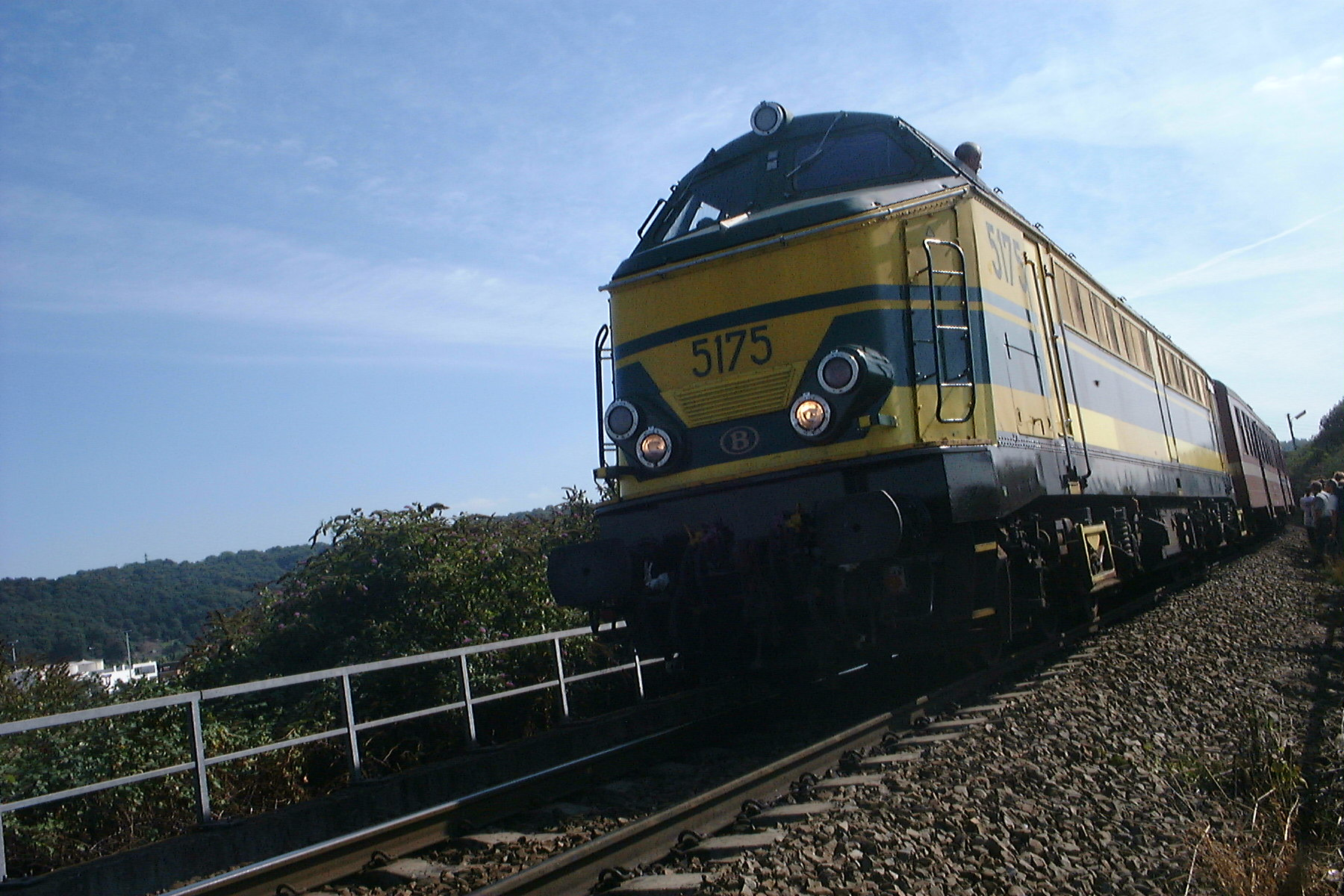
La 5175 en tête d'une rame de M2 lors de son voyage d'adieu.
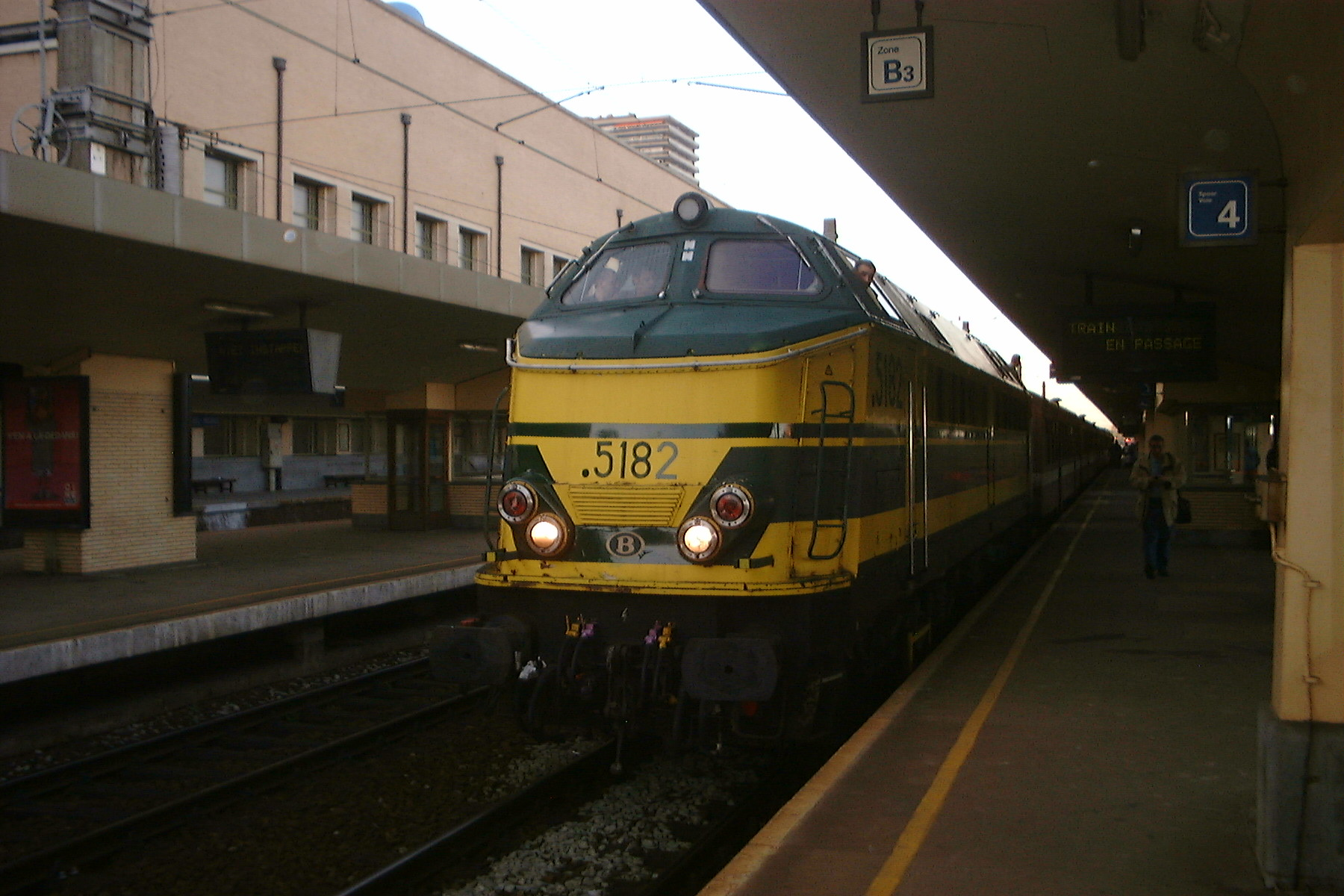
La 5182 à Bruxelles-Nord lors d'un voyage d'adieu.